# Entoprocta
Il phylum Entoprocta (dal greco: entos = interno; proktos = ano) o Kamptozoa è costituito da circa 150 specie di animali acquatici filtratori che vivono in prevalenza nelle acque marine costiere ad eccezione di una sola specie di natura dulciacquicola.
Gli Endoprocti (o Endoprotti o Camptozoi) possono essere sessili o sedentari e possono condurre una vita solitaria o formare delle vaste colonie che ricoprono le rocce dei fondali. Sono organismi di piccole dimensioni (non superano mai i 5 mm) e alcune specie sono commensali sulla superficie di molti invertebrati.

## Anatomia e fisiologia
Gli endoprocti sono pseudocelomati e mostrano simmetria bilaterale. Nel corpo si distinguono due parti:
- il peduncolo, una struttura longilinea muscolosa che, come lo stelo di un fiore, è fisso al substrato ed ha il compito di sostenere il calice. I muscoli permettono la flessione e l'ondulazione del corpo e, negli endoprocti sedentari, di spostarsi sul substrato strisciando o con un movimento "a capriole".
- il calice è una struttura a "coppa" e contiene al suo interno i principali organi del corpo. Il margine del calice è munito di una corona di tentacoli ciliati. Il movimento delle ciglia genera all'interno del calice un flusso d'acqua che risale verso l'alto e permette all'organismo di filtrare le particelle alimentari in sospensione, le quali vengono convogliate nella bocca.

Sia il calice che il peduncolo sono rivestiti da una cuticola chitinosa che offre sostegno all'organismo.
Gli Endoprocti sono proctodeati. Il canale alimentare ha una forma ad "U" (la bocca e l'ano sboccano all'interno della corona ciliata) ed è sprovvisto di muscolatura. Gli scarti della digestione fuoriescono dal calice grazie alla corrente generata dai tentacoli.
Il sistema nervoso è costituito da un unico grande ganglio, posto tra la bocca e l'ano, dal quale si dipartono cordono nervosi che innervano l'intero organismo.
Gli scambi gassosi avvengono per diffusione attraverso la parete del corpo e la circolazione delle sostanze nutritive è affidata allo pseudoceloma.
Secondo alcuni autori gli Endoprocti sono acelomati perché presentano questa cavità riempita da un tessuto mesodermico gelatinoso.
L'escrezione dei cataboliti, ossia i prodotti di rifiuto del metabolismo cellulare, è affidata ad un apparato protonefridiale.

## Riproduzione e sviluppo
Gli Endoprocti sono ermafroditi insufficienti. Le gonadi si trovano in una depressione della superficie superiore all'interno del calice. Gli spermatozoi vengono espulsi nell'acqua per poi fecondare internamente le uova del partner. Dallo zigote si genera una larva liberamente natante simile ad una trocofora. Terminata la vita planctonica la larva si fissa ad un substrato e sviluppa la forma adulta.